# Alex Ferguson
Sir Alexander Chapman Ferguson (CBE) (Glasgow, 31 december 1941) is een Schots voormalig voetballer en voetbaltrainer. Hij was van 1986 tot 2013 trainer van Manchester United. Ferguson wordt veelal gerespecteerd en wordt algemeen beschouwd als een van de beste trainers aller tijden.
Hij speelde als speler zijn gehele carrière in Schotland. Hij begon in 1958 bij Queen's Park als spits en kwam vervolgens uit voor diverse eersteklassers, waaronder St. Johnstone, Dunfermline Athletic en Glasgow Rangers. In 1974 sloot hij zijn actieve loopbaan af bij Ayr United.
Zijn grootste bekendheid verwierf Ferguson als trainer. Met Aberdeen won hij verschillende titels en in 1983 werden zelfs een Europacup II en Europese Supercup aan de prijzenkast toegevoegd. Na een korte passage als trainer bij het Schots voetbalelftal, waarmee hij naar het WK 1986 ging, kwam hij terecht bij Manchester United. Na een aantal wisselvallige jaren won hij hiermee in 1993 de eerste editie van de nieuw ingevoerde Premier League. In totaal zou hij dertien landstitels winnen met de club, een absoluut record. Daarnaast won hij tweemaal de UEFA Champions League, in 1999 en 2008. De UEFA Champions League-titel van 1999 ging bovendien gepaard met winst in de FA Cup en een Premier League-titel, waardoor Manchester United als eerste Engelse ploeg ooit de treble won.
Onder Ferguson, die groot belang hechtte aan een goede jeugdopleiding, maakten heel wat getalenteerde spelers hun opwachting bij United, waaronder David Beckham, Ryan Giggs en Paul Scholes. Daarnaast kwam hij, mede door zijn kenmerkende stijl en karakter, meermaals in conflict met spelers. Dit betekende dat spelers als Beckham, Jaap Stam en Ruud van Nistelrooij in onvrede vertrokken bij de club.

## Carrière als speler

### Clubcarrière
Ferguson begon zijn spelerscarrière op zestienjarige leeftijd bij Queen's Park FC, in die tijd een tweedeklasser. Hij speelde als spits en scoorde meteen zijn eerste goal. Ondanks zijn goede statistieken kon hij maar moeilijk een plaatsje in het eerste team bemachtigen. In 1960 maakte hij de overstap naar het net naar de eerste klasse gepromoveerde St. Johnstone FC. Ook hier kon hij maar moeilijk speelminuten verzamelen. In de zomer van 1964 verkaste hij naar het grotere Dunfermline, waar succescoach Jock Stein enkele maanden eerder vertrokken was. Niettemin was het Stein die de transfer op gang had gebracht. Jaren later zou Ferguson Steins assistent worden bij het nationale elftal.
Bij Dunfermline kwam Ferguson tot bloei. In zijn eerste seizoen kwam de club dicht bij de dubbel, maar bleef Dunfermline uiteindelijk met lege handen achter. In 1965/66 was Ferguson goed voor liefst 45 doelpunten in 51 wedstrijden. Hiervan maakte hij er 31 in de Schotse competitie, waarmee hij mede-topschutter was met Joe McBride. In 1967 maakte hij de overstap naar Glasgow Rangers voor zo'n £65,000. In 1969 verloor Rangers de finale van de Scottish Cup met 4-0 van Celtic. Bij een van de doelpunten ging Ferguson niet vrijuit, wat hem op heel wat kritiek kwam te staan. Onder andere hierdoor besloot hij naar het recent uit de eerste klasse gedegradeerde Falkirk te gaan, ondanks interesse van het Engelse Nottingham Forest. Met Falkirk dwong hij opnieuw promotie naar de hoogste klasse af in zijn eerste van vier seizoenen. Met zijn ervaring draaide hij ook even mee als speler-trainer. In 1973 stapte hij over naar Ayr United, waar hij een jaar later zijn spelerscarrière beëindigde.

### Internationale carrière
Ferguson kwam nooit uit voor Schotland A, maar speelde in 1960 wel één wedstrijd voor het nationale amateurelftal, waarin hij ook scoorde. In 1967, als beloning voor zijn goede prestaties met Dunfermline, speelde hij zeven keer voor Scotland XI, een soort B-team dat tourde door o.a. Hongkong en Australië. Hierin was hij goed voor negen doelpunten. Ook kwam hij tweemaal uit voor Scottish Football League XI, een team enkel samengesteld uit spelers van de Schotse competitie (het echte nationale team bestaat vooral uit Schotten in Engelse dienst). Hiervoor maakte hij één goal.

## Carrière als trainer
Ferguson begon zijn trainerscarrière bij 3e divisionist East Stirlingshire, waar hij in 1974 binnenstapte. Nog datzelfde seizoen maakte hij de stap omhoog naar de 2e divisie door naar Saint Mirren te vertrekken. Na twee seizoenen promoveerde hij daarmee naar de hoogste Schotse divisie.

### Aberdeen
In 1978 maakte hij de overstap naar het grotere Aberdeen, waar hij tot en met 1986 zou blijven. Met Aberdeen won hij driemaal het Schotse kampioenschap, daarmee is Aberdeen samen met Dundee United (in 1983) de enige club die 'the old firm', Celtic en Glasgow Rangers, sinds 1966 van de titel af wist te houden. De laatste keer dat Celtic of Rangers niet kampioen werd, was dan ook in Fergusons laatste seizoen in Schotland, toen hij in 1986 met Aberdeen kampioen werd. Ook won hij met Aberdeen vier keer de beker en wist hij in 1983 beslag te leggen op de Europacup II, waarna ook de UEFA Super Cup zou volgen.

### Schots voetbalelftal
Ferguson combineerde zijn werk bij Aberdeen met een staffunctie bij het Schots voetbalelftal. Op 10 september 1985 speelde Schotland uit tegen Wales in de kwalificatie voor het WK 1986. Schotland had genoeg aan een 1-1-gelijkspel om te kwalificeren voor de play-offs. Na de wedstrijd stortte Schots bondscoach Jock Stein echter in elkaar, hij overleed niet veel later in de medische ruimte van het stadion. Ferguson was bereid het roer bij Schotland over te nemen en duidde Archie Knox aan als co-manager bij Aberdeen.
In de play-offs moest Schotland aantreden tegen Australië. Een 2-0-overwinning volstond voor kwalificatie voor het WK, in de terugwedstrijd bleef het 0-0. Schotland belandde in een groep met Uruguay, West-Duitsland en Denemarken. Tegen Denemarken speelde het goed, maar verloor het met 0-1. Tegen West-Duitsland bracht Gordon Strachan de Schotten op voorsprong, maar Die Mannschaft kwam snel terug en won met 2-1. Schotland moest winnen van Uruguay, dat zich via een gelijkspel als een van de "beste derdes" voor de volgende ronde hoopte te kwalificeren. Na een ruwe wedstrijd bleef het 0-0, wat de uitschakeling betekende. Kort hierna, op 15 juni, maakte Ferguson bekend per direct te stoppen als bondscoach, met enkele aanbiedingen uit Engeland op zak van o.a. Tottenham en Manchester United.

### Manchester United

#### Beginperiode en eerste prijzen
Ferguson werd aangesteld als manager van Manchester United op 6 november 1986, waar hij de ontslagen Ron Atkinson verving. Zijn eerste jaren waren er niet makkelijk en werden gekenmerkt door inconsistentie. De voorgaande seizoenen was United een vaste klant in de top-4, terwijl het onder Ferguson vooral in de onderste tabelhelft eindigde, al werd in het seizoen 1987/88 weliswaar een tweede plaats bereikt.
Het seizoen 1989/90 was een dieptepunt: United werd slechts 13e. Onder andere van stadsrivaal Manchester City werd met zware 5-1-cijfers verloren. De supporters werden cynisch en de pers insinueerde dat het ontslag van Ferguson niet veraf was. Matt Busby, succestrainer van United in de jaren '50 en '60, raadde het bestuur echter aan hem in zijn functie te laten, wat ook gebeurde. Dit was ook te danken aan de ietwat verrassende FA Cup-winst dat seizoen: de eerste prijs die United pakte onder Ferguson.
Het volgende seizoen sloop het nog steeds wisselvallige Manchester United de top-6 binnen. Dat seizoen won United ook de Europacup II door het Barcelona van Johan Cruijff te verslaan in de finale, waarmee de meeste critici de mond gesnoerd werden. Twee jaar later, in het seizoen 1992/93, werd o.a. Éric Cantona aangetrokken, die later bekend zou worden als the King of Manchester ("de Koning van Manchester"). Dit was het eerste seizoen van de Premier League in zijn huidige vorm. Hoewel United in november nog op de tiende plaats stond, won het uiteindelijk de titel. Fergusons eerste titel was een feit, de Mancunians waren voor het eerst in 26 jaar weer eens kampioen.

#### Consistentie en Treble
Het seizoen daarop werd de toen 22-jarige Roy Keane aangetrokken voor een toenmalig Brits recordbedrag van 3,75 miljoen pond. Ook dat jaar werd United kampioen na zowat het hele seizoen op de eerste plaats te hebben gestaan. Hierdoor werd Ferguson een eerste keer benoemd tot Premier League Manager of the Season. Op 25 januari 1995 deelde Cantona een karatetrap uit aan een supporter van Crystal Palace, wat resulteerde in een zware schorsing. De Fransman miste zo de rest van het seizoen. Zonder zijn doelpunten had United het moeilijker en werd het tweede achter Blackburn Rovers, al kwam het slechts één punt tekort om de titel te claimen.
Het seizoen 1995/96 werd gekenmerkt door de introductie van een nieuwe generatie jonge spelers die volgens Ferguson klaar waren voor het grote werk: David Beckham, Ryan Giggs, Paul Scholes, Nicky Butt en de broers Gary en Phil Neville. Deze uitzonderlijk getalenteerde generatie werd bekend als Fergie's Fledglings of ook de Class of '92. United trok dus vooral de kaart van de jeugd, terwijl concurrerende ploegen zoals Liverpool veel geld uitgaven aan transfers. Het jeugdige United, onder leiding van de in oktober 1995 weer speelgerechtigde Cantona, won twee opeenvolgende titels alvorens in 1998 op de tweede plaats te eindigen. Daarmee bewees Ferguson het ongelijk van Match of the Day-analist Alan Hansen die zich in 1995 sceptisch had uitgelaten tegenover het gebruik van jeugdspelers bij Manchester United: "You'll never win anything with kids" ("Met die kinderen kun je niets winnen").

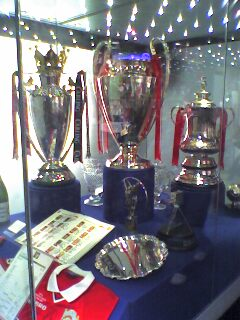
De treble van 1999.

Het seizoen 1998/99 bracht nieuwe uitdagingen voor Manchester United. In de Premier League ondervond het concurrentie van Arsenal, dat met Arsène Wenger een paar jaar eerder een nieuwe trainer had gevonden en met spelers als Dennis Bergkamp en Patrick Vieira een gooi deed naar de titel. Manchester United won de race naar de titel echter: met 79 punten had het één punt meer dan Arsenal. Een week later realiseerde het de dubbel, door Newcastle te kloppen in de finale van de FA Cup. Ook in de Champions League ging het goed voor United, in een zware groep eindigde het tweede, achter Bayern München maar voor Barcelona. In de halve finale klopte het Juventus door, na een 1-1-gelijkspel thuis, een 2-0 achterstand om te buigen tot 2-3 en naar de finale door te stoten. In de finale, die gespeeld zou worden in Barcelona, trof het wederom Bayern München. Bayern kwam al vroeg op voorsprong dankzij een doelpunt van Mario Basler uit een vrije trap. De ploeg uit Duitsland hield de voorsprong vast en leek te winnen, tot United toesloeg in de blessuretijd, ook wel Fergie time genoemd omwille van de doelpunten die United vaak laat scoorde als het achterstond. In de eerste minuut van de blessuretijd kreeg United een corner waarbij zelfs doelman Peter Schmeichel oprukte. Ryan Giggs kwam tot een schot dat naast zou gaan, maar door invaller Teddy Sheringham in het doel verlengd werd: 1-1. Bayern, totaal van slag, stortte compleet in en amper een minuut later tekende Ole Gunnar Solskjær, die eveneens was ingevallen, voor de beslissende 2-1. De ommekeer was een feit, Manchester United won als eerste Engelse ploeg ooit de treble.

#### 2000's: concurrentie uit Londen
Na het winnen van de treble in '99 won United ook in 2000 en 2001 de Premier League en realiseerde zo een hattrick van titels. Ondertussen had het wel afscheid moeten nemen van Peter Schmeichel, die na tussenstops bij Sporting Lissabon en Aston Villa zijn carrière zou afsluiten bij aartsrivaal Manchester City. In 2001 vertrok verdediger Jaap Stam, een van de sterkhouders, na een conflict met Ferguson. In zijn plaats kwam Laurent Blanc. Achteraf beschouwde Ferguson het laten gaan van Stam als een van de grootste fouten uit zijn carrière. Dé grootste fout maakte hij naar eigen zeggen in 2001, door aan te kondigen dat hij met pensioen wilde gaan. Het was zijn vrouw Cathy die hem op andere gedachten had gebracht. Ferguson maakte een bocht van 180 graden en richtte zich weer op zijn werk met United.
En Ferguson zou zijn werk hebben. De concurrentie van met name Arsenal, dat op het spitsenduo Bergkamp-Henry rekende, was erg sterk. The Gunners werden ook kampioen in 2002. In december 2003 werd Rio Ferdinand voor acht maanden geschorst, omdat hij niet kwam opdagen voor een dopingcontrole. Dit verlies in de defensie zou United, dat met onder meer Cristiano Ronaldo weliswaar offensieve versterking in huis had gehaald, zuur opbreken. In 2004 mocht Arsenal opnieuw de Premier League-trofee in de lucht steken na een heel seizoen ongeslagen te zijn gebleven. Ook in de Champions League had United het moeilijk: 4-3-winst in een spannende kwartfinale tegen Real Madrid was niet genoeg om een 3-1-nederlaag uit de heenwedstrijd uit te wissen. De Braziliaanse spits Ronaldo maakte een hattrick in de terugwedstrijd op Old Trafford. Zelfs de United-fans waren zodanig onder de indruk dat ze hem een staande ovatie gaven.
In het seizoen 2004/05 bleek Chelsea te sterk, dat met José Mourinho, die eerder dat jaar de Champions League had gepakt met FC Porto, een vrij jonge, maar goede trainer had gehaald. The Blues wonnen de titel met liefst 95 punten. In oktober 2004 maakte Manchester United een einde aan Arsenals reeks van 49 wedstrijden ongeslagen door met 2-0 te winnen op Old Trafford. De zwaarbeladen wedstrijd eindigde met een opstootje in de spelerstunnel, waarbij Arsenal-speler Cesc Fàbregas een stuk pizza naar Ferguson gooide. De wedstrijd zou later bekendstaan als The Battle of the Buffet. In 2006 werd Chelsea opnieuw kampioen. Zo werd het de eerste Londense club die twee opeenvolgende titels pakte. Ondertussen had United afscheid moeten nemen van o.a. Roy Keane, die zijn carrière zou afsluiten bij Celtic en David Beckham, die zich bij de Galácticos van Real Madrid voegde. In de plaats kwamen jonge spelers als Wayne Rooney en Patrice Evra. In doel werd Edwin van der Sar van Fulham gehaald, die in 1995 al de Champions League had gewonnen met Ajax. Op een paar jaar tijd was de selectie van United grondig gewijzigd.

#### Tweede Champions League en latere jaren
Na de dominantie van Chelsea sloeg Manchester United in 2007 terug door met 89 punten de Premier League te winnen. Dit zouden ze weer drie keer op rij doen. Bovendien kon het in 2008 voor de tweede keer de Champions League winnen. In de finale in Moskou op 21 mei trof het Chelsea. Cristiano Ronaldo opende de score voor United, maar Frank Lampard maakte net voor de rust gelijk. Het bleef 1-1, strafschoppen dus. Hierin stond het, na o.a. een misser van Chelsea-aanvoerder John Terry, 6-5 voor United. Van Der Sar pakte de strafschop van Nicolas Anelka en verzekerde zo de overwinning voor de ploeg uit Manchester. In december 2008 mocht United meedoen aan het WK voor clubs, wat het ook won.
In 2009 maakte Cristiano Ronaldo de overstap naar Real Madrid. De Portugees was intussen een echte vedette en had een jaar eerder zijn eerste Ballon d'Or gewonnen. Met spelers als Nani, Rooney en Berbatov kon Ferguson nog over heel wat aanvallend talent beschikken. United bereikte voor de tweede maal op rij de Champions League-finale, maar hierin bleek het Barcelona van Pep Guardiola met 2-0 te sterk. Nadat Chelsea in 2010 nog eens kampioen werd eiste Manchester United in 2011 wederom de titel op. Het was de 19e titel voor de club, waarmee het het record van Liverpool (18 titels) verbrak. Daarnaast vierde Ferguson twee jubilea: hij was precies 25 jaar de manager van de Mancunians én bereikte de leeftijd van 70 jaar. Ook haalde United nog eens de Champions League-finale, waarin het wederom Barcelona trof. Ditmaal werd het 3-1 voor de Catalanen.

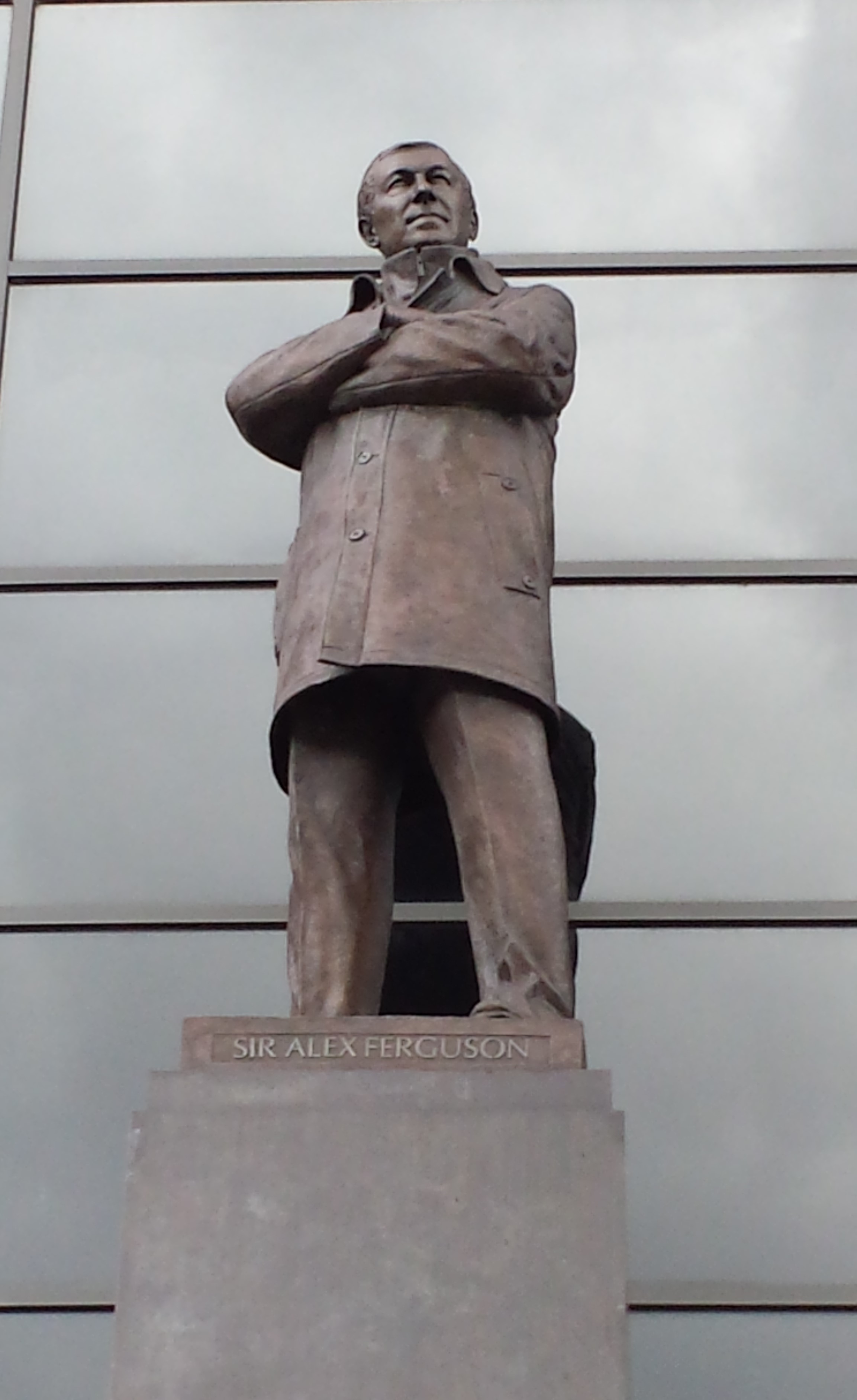
Het standbeeld van Ferguson aan Old Trafford.

In 2012, tegen het einde van Fergusons carrière, moest hij toezien hoe Manchester City, voorheen niet meer dan noisy neighbours ("luidruchtige buren") maar sinds hun overname door de Abu Dhabi United Group een van de rijkste clubs ter wereld, een eerste Premier League-titel won. Het was Sergio Agüero die met een doelpunt in de blessuretijd tegen QPR de titel verzekerde voor City, dat zo op doelsaldo boven United eindigde. Manchester City zou zich ontwikkelen tot een van de dominantste ploegen in Engeland.
Op 2 september 2012 vierde Ferguson zijn 1000e wedstrijd met United, tegen Southampton. Een hattrick van nieuwe aankoop Robin van Persie, overgekomen van Arsenal, volstond voor de 3-2-zege. Op 22 april 2013 scoorde Van Persie opnieuw drie doelpunten, tegen Aston Villa. Hiermee verzekerde hij de 20e landstitel voor Manchester United. De Nederlander zou topschutter worden met 26 doelpunten. Op 8 mei maakte Ferguson bekend af te zwaaien na het seizoen, om wel nog achter de schermen actief te blijven bij de club. Een dag later maakte hij bekend dat David Moyes het zou overnemen, volgens Ferguson de ideale opvolger. Fergusons allerlaatste wedstrijd  werd op 19 mei 2013 gespeeld tegen West Brom. Onder meer door een hattrick van Romelu Lukaku, die later nog voor United zou spelen, eindigde de wedstrijd in een spectaculair 5-5-gelijkspel: een unicum in de Premier League én in Fergusons carrière.

## Invloed en onderscheidingen
Ferguson wordt algemeen beschouwd als een van de beste trainers aller tijden. Dankzij zijn vele successen met Manchester United werd hij elf keer uitgeroepen tot Premier League Manager of the Season, een record. Door zijn verdiensten voor het Britse voetbal werd Ferguson in 1999 geridderd; hij wordt sindsdien met "Sir Alex" aangesproken. Op 5 november 2011 werd de noordelijke tribune van Old Trafford omgedoopt tot de Sir Alex Ferguson Stand om hem te eren. Bobby Charlton is de enige andere United-legende die deze eer te beurt viel in 2016. In 2012, kort voor zijn pensioen, werd van Ferguson een standbeeld onthuld buiten het stadion.

## Stijl van coachen

### Relatie met spelers
Onder leiding van Alex Ferguson verlieten verschillende spelers in onvrede de club. Zo kon Jaap Stam vertrekken na de publicatie van zijn boek waarin het een en ander over zijn trainer vermeld stond en zou ook het vertrek van Roy Keane met de trainer te maken hebben gehad. In maart 2006 stelde de trainer Ruud van Nistelrooij, op dat moment de topscorer van de Premier League, enkele wedstrijden na elkaar niet op om Louis Saha op te stellen in zijn plaats. De Britse media suggereerden dat Ferguson dat deed om de trefzekere spits te kwellen zodat hij uit zichzelf zou willen vertrekken uit Old Trafford. Uiteindelijk trok de Nederlander naar Real Madrid nadat hun relatie volledig verzuurd was. Ook een conflict tussen van Nistelrooij en Cristiano Ronaldo op training zou een rol gespeeld hebben. Met Ronaldo, voor wie Ferguson als een vaderfiguur fungeerde, had hij dan weer een zeer hechte band.
Ferguson kon zich erg kwaad maken op zijn spelers, wat ook vaak tot conflicten leidde. In 2003, na een 2-0-nederlaag tegen Arsenal in de FA Cup, vloog Ferguson uit tegen David Beckham, waarbij hij een schoen naar Beckham trapte, die hem boven zijn oog raakte. Niet alleen de nederlaag en de ondermaatse prestatie lagen aan de basis van dit conflict, ook de speculatie omtrent een transfer naar Real Madrid, die uiteindelijk daadwerkelijk zou gebeuren, en de arrogantie van Beckham speelden mee. Ferguson was altijd van mening dat een speler nooit boven de coach stond.

### Tactisch aanpassingsvermogen
Ferguson werd geroemd om zijn tactische vernieuwingen. Niet alleen was hij te allen tijde bereid zijn team aan te passen, hij stond ook open voor nieuwe ideeën in zijn tactiek. Een voorbeeld hiervan is de wedstrijd van Manchester United op Norwich in 1993. In die tijd was de 4-4-2 de standaardformatie. Ferguson koos die wedstrijd voor een 4-4-1-1, met Éric Cantona als "nummer 10". De defensie van Norwich had geen grip op Cantona, die zowat elke aanval regisseerde en zelf een doelpunt scoorde. United won de wedstrijd met 1-3 en zou de leidersplaats overnemen van Norwich.
Aan het einde van de jaren '90, toen Fergie's Fledglings als vaste waarden in het eerste team van United golden, paste Ferguson ideeën toe die hij had opgedaan uit Europese ervaring. Op het middenveld ging hij met een ruit spelen, in plaats van met vier op een rij, met Keane in een defensieve rol en Scholes als spelmaker voor hem. Ook op de flanken zorgde hij voor verandering door te variëren: Giggs gold eerder als een klassieke vleugelspeler, terwijl Beckham op rechts instapte om te crossen. Rotatie was eveneens belangrijk voor het systeem van Ferguson, zo slaagde hij erin vier spitsen tegelijk tevreden te houden: Cole, Yorke (meestal als basisspelers), Solskjær en Sheringham (meestal als invallers). Het belang hiervan bleek o.a. in de Champions League-finale van 1999, toen Solskjær en Sheringham beiden invielen en scoorden waardoor United de finale won.
Zo'n tien jaar later opteerde Ferguson dan weer voor een systeem zonder echte spitsen. Hij baseerde zijn tactiek op die van AS Roma, dat met Totti als een soort "valse negen" speelde. Ferguson liet zijn team draaien rond Ronaldo, die totale aanvallende vrijheid kreeg samen met Rooney en Tévez. Ter compensatie gold het vele verdedigende werk dat Park Ji-sung verzette. Deze vrije aanval kwam vooral van pas in vlotte counters, zoals geïllustreerd in de 1-3-overwinning van Manchester United op Arsenal in 2009. De tegenaanval werd op gang gebracht door Park, die tot de middellijn doorliep en Rooney aanspeelde op links. Ondertussen was Ronaldo op rechts meegelopen tot in het strafschopgebied, die de bal kreeg van Rooney en in een tijd afwerkte.
Algemeen probeerde Ferguson steeds aanvallend voetbal te spelen, in tegenstelling tot erg defensief ingestelde coaches zoals José Mourinho. Hoewel Ferguson op die manier vaak succesvol was, kreeg hij er ook kritiek voor. In de Champions League-finales van 2009 en 2011 bleef Ferguson trouw aan zijn aanvallende spel met hoge druk, wat hij als een belangrijk aspect van de identiteit van de club beschouwde, maar verloor United telkens van Barcelona. Wayne Rooney bestempelde dat achteraf als "tactische zelfmoord".

## Privéleven
In 1966 trouwde Ferguson met Cathy Holding. Ze hadden elkaar twee jaar eerder leren kennen in een fabriek voor typmachines waar Ferguson tijdens zijn spelerscarrière werkte. Samen hadden ze drie zonen en twaalf kleinkinderen. In zijn autobiografie benadrukt Ferguson meermaals hoe belangrijk zijn vrouw voor hem was. Toen haar zus in oktober 2012 overleed, voelde ze zich vaak eenzaam, wat bijdroeg aan Fergusons besluit om aan het einde van het seizoen 2012/13 met pensioen te gaan en zo meer tijd met haar te kunnen doorbrengen. Op 6 oktober 2023 raakte bekend dat Holding op 84-jarige leeftijd was overleden.
Naast het voetbal is Ferguson gepassioneerd door paardenrennen. Ook is hij gefascineerd door de Verenigde Staten, en meer bepaald door president John F. Kennedy en diens moord in 1963. Op politiek vlak heeft hij altijd sympathieën gehad voor de Labour Party, maar weigerde steevast actief lid te worden.
In mei 2018 werd Ferguson getroffen door een hersenbloeding, waar hij van herstelde.

## Autobiografie
Op 8 mei 2013 kondigde Alex Ferguson aan te stoppen als voetbaltrainer. Dat moment was voor hem aanleiding nog eens terug te blikken op zijn leven en een autobiografie te schrijven. De Nederlandse vertaling van zijn boek verscheen eind januari 2014 bij Kosmos onder de titel Alex Ferguson – Mijn autobiografie. Ferguson onthult daarin nieuwe feiten en schrijft onder andere over zijn relatie met spelers als David Beckham, Ruud van Nistelrooij en Robin van Persie en hun betekenis voor het team.

## Erelijst

### Als speler
St. Johnstone
- Scottish Division Two: 1962/63

 Falkirk
- Scottish Division Two: 1969/70

### Als trainer
St. Mirren
- Scottish First Division: 1976/77

 Aberdeen
- European Cup Winners Cup: 1982/83
- European Super Cup: 1983
- Scottish Premier Division: 1979/80, 1983/84, 1984/85
- Scottish Cup: 1980, 1982, 1983, 1984, 1986
- Scottish League Cup: 1986
- Drybrough Cup: 1980

 Manchester United
- FIFA Club World Cup: 2008
- Intercontinental Cup: 1999
- UEFA Champions League: 1998/99, 2007/08
- European Cup Winners Cup: 1990/91
- European Super Cup: 1991
- Premier League: 1992/93, 1993/94, 1995/96, 1996/97, 1998/99, 1999/00, 2000/01, 2002/03, 2006/07, 2007/08, 2008/09, 2010/11, 2012/13
- FA Cup: 1989/90, 1993/94, 1995/96, 1998/99, 2003/04
- Football League Cup: 1991/92, 2005/06, 2008/09, 2009/10
- FA Charity Shield / FA Community Shield: 1990, 1993, 1994, 1996, 1997, 2003, 2007, 2008, 2010, 2011

Individueel
- LMA Manager of the Decade: jaren negentig
- LMA Manager of the Year: 1998/99, 2007/08, 2010/11, 2012/13
- LMA Special Merit Award: 2009, 2011
- Premier League Manager of the Season: 1993/94, 1995/96, 1996/97, 1998/99, 1999/00, 2002/03, 2006/07, 2007/08, 2008/09, 2010/11, 2012/13
- Premier League Manager of the Month: augustus 1993, oktober 1994, februari 1996, maart 1996, februari 1997, oktober 1997, januari 1999, april 1999, augustus 1999, maart 2000, april 2000, februari 2001, april 2003, december 2003, februari 2005, maart 2006, augustus 2006, oktober 2006, februari 2007, januari 2008, maart 2008, januari 2009, april 2009, september 2009, januari 2011, augustus 2011, oktober 2012
- UEFA Manager of the Year: 1998/99
- UEFA Team of the Year: 2007, 2008
- Onze d'Or Coach of the Year: 1999, 2007, 2008
- European Coach of the Year—Alf Ramsey Award: 2008
- IFFHS World's Best Club Coach: 1999, 2008
- IFFHS World's Best Coach of the 21st Century: 2012
- IFFHS All Time World's Best Coach 1996–2020
- Laureus World Sports Award for Team of the Year: 2000
- BBC Sports Personality of the Year Coach Award: 1999
- BBC Sports Personality Team of the Year Award: 1999
- BBC Sports Personality of the Year Lifetime Achievement Award: 2001
- World Soccer Greatest Manager of All Time: 2013
- ESPN Greatest Manager of All Time: 2013
- France Football 2nd Greatest Manager of All Time: 2019
- FourFourTwo Greatest Manager of All Time: 2020
- BBC Sports Personality Diamond Award: 2013
- English Football Hall of Fame (Manager): 2002
- Scottish Football Hall of Fame: 2004
- European Hall of Fame (Manager): 2008
- FIFA Presidential Award: 2011
- Premier League 10 Seasons Awards (1992/93 – 2001/02)
  - Manager of the Decade
  - Most Coaching Appearances (392 wedstrijden)
- Premier League 20 Seasons Awards (1992/93 – 2011/12)
  - Best Manager
- FWA Tribute Award: 1996
- PFA Merit Award: 2007
- Premier League Merit Award: 2012/13
- Mussabini Medal: 1999

### Onderscheidingen
- Officer of the Order of the British Empire (OBE): 1985
- Commander of the Order of the British Empire (CBE): 1995
- Knight Bachelor (Kt.): 1999
- Freedom of the City of Aberdeen: 1999
- Freedom of the City of Glasgow: 1999
- Freedom of the City of Manchester: 2000
- Freedom of the Borough of Trafford: 2013

## Trivia
- Alex Ferguson was de langstzittende trainer sinds de oprichting van de Premier League. Hij coachte Manchester United van november 1986 tot medio 2013, meer dan 26 jaar dus. Arsène Wenger nam de titel als langstzittende hoofdtrainer in het Engelse voetbal per 1 juli 2013 over.
- Ferguson kon zich behoorlijk kwaad maken op zijn spelers. In de kleedkamer ging hij geregeld zo tekeer dat hij de bijnaam "de haardroger" kreeg.[28]

1 Leighton ·
2 Gough ·
3 Malpas ·
4 Souness  ·
5 McLeish ·
6 Miller ·
7 Strachan ·
8 Aitken ·
9 Bannon ·
10 Bett ·
11 McStay ·
12 Goram ·
13 Nicol ·
14 Narey ·
15 Albiston ·
16 McAvennie ·
17 Archibald ·
18 Sharp ·
19 Nicholas ·
20 Sturrock ·
21 Cooper ·
22 Rough ·
Coach: Ferguson
1994: Ferguson · 1995: Dalglish · 1996–1997: Ferguson · 1998: Wenger · 1999–2000: Ferguson · 2001: Burley · 2002: Wenger · 2003: Ferguson · 2004: Wenger · 2005–2006: Mourinho · 2007–2009: Ferguson · 2010: Redknapp · 2011: Ferguson · 2012: Pardew · 2013: Ferguson · 2014: Pulis · 2015: Mourinho · 2016: Ranieri · 2017: Conte · 2018–2019: Guardiola · 2020: Klopp · 2021: Guardiola · 2022: Klopp · 2023–2024: Guardiola